# Seniorboende
Seniorboende är ett svenskt samlingsbegrepp för olika former av ordinärt boende avsedda för äldre personer i Sverige. Seniorboenden kännetecknas oftast av tillgänglighetsanpassningar och tillgång till gemensamhetslokaler. Boende på seniorboenden måste ha uppnått en viss åldersgräns för att få flytta in. Till skillnad från särskilt boende, såsom äldreboende, ingår inte vård och därmed behövs inte heller biståndsbedömning.
På ett seniorboende ordnas ofta gemensamma aktiviteter såsom bridgekvällar, snickarkurser, studiecirklar eller bara gemensamt fika. Det är ofta bostadsrättsföreningar som bildar seniorboende.
Bredden i vad som klassificeras som seniorboende motiverade Äldreboendedelegationen (SOU 2007:103) att år 2007 definiera det mer snäva begreppet trygghetsboende.